# Casa Niccolini
Casa Niccolini (o Palazzo Niccolini) è un palazzo situato in piazza Mario Pasi a Trento, con la facciata ornata da affreschi risalenti al Cinque e Seicento.

## Storia

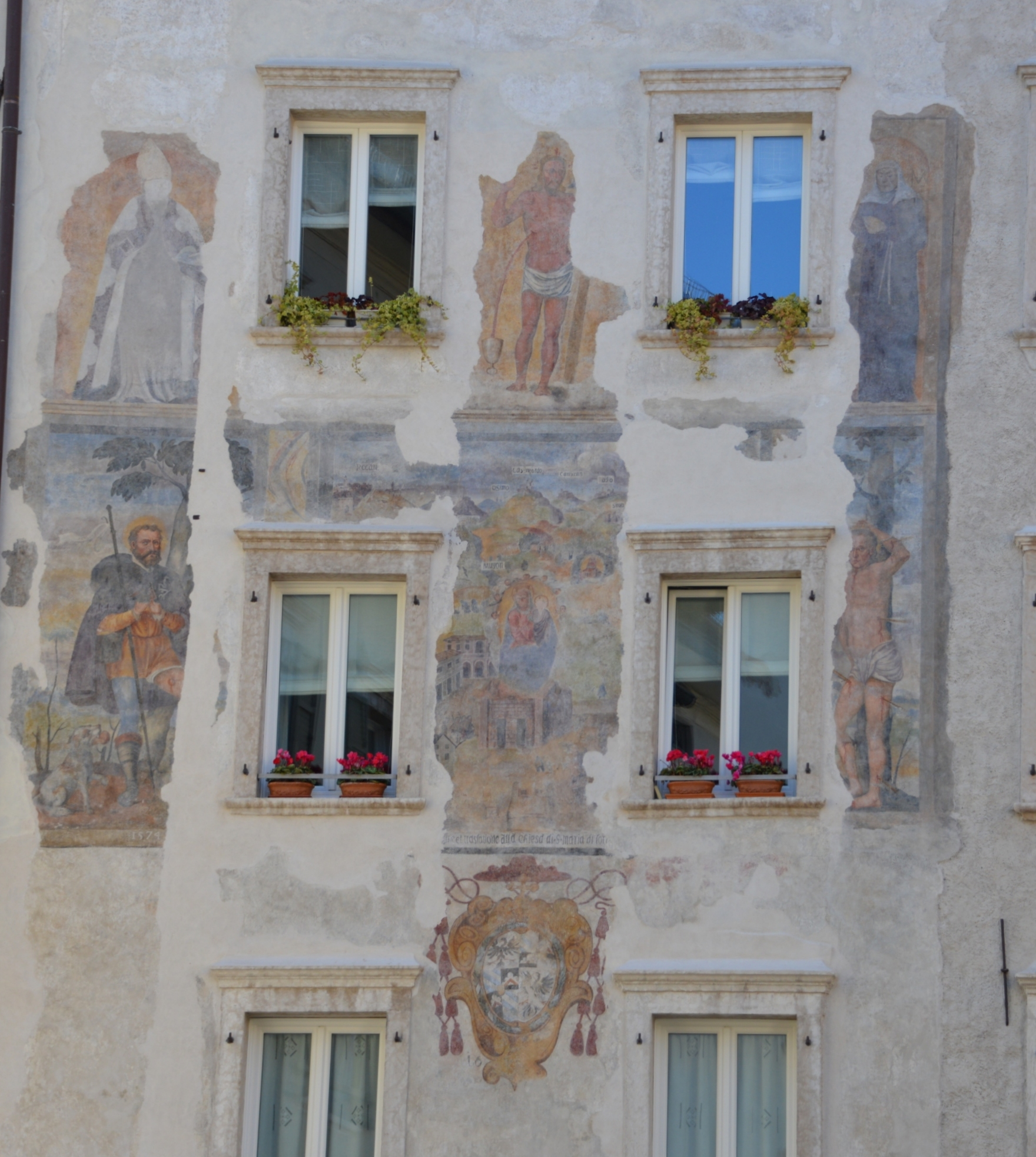
Gli affreschi

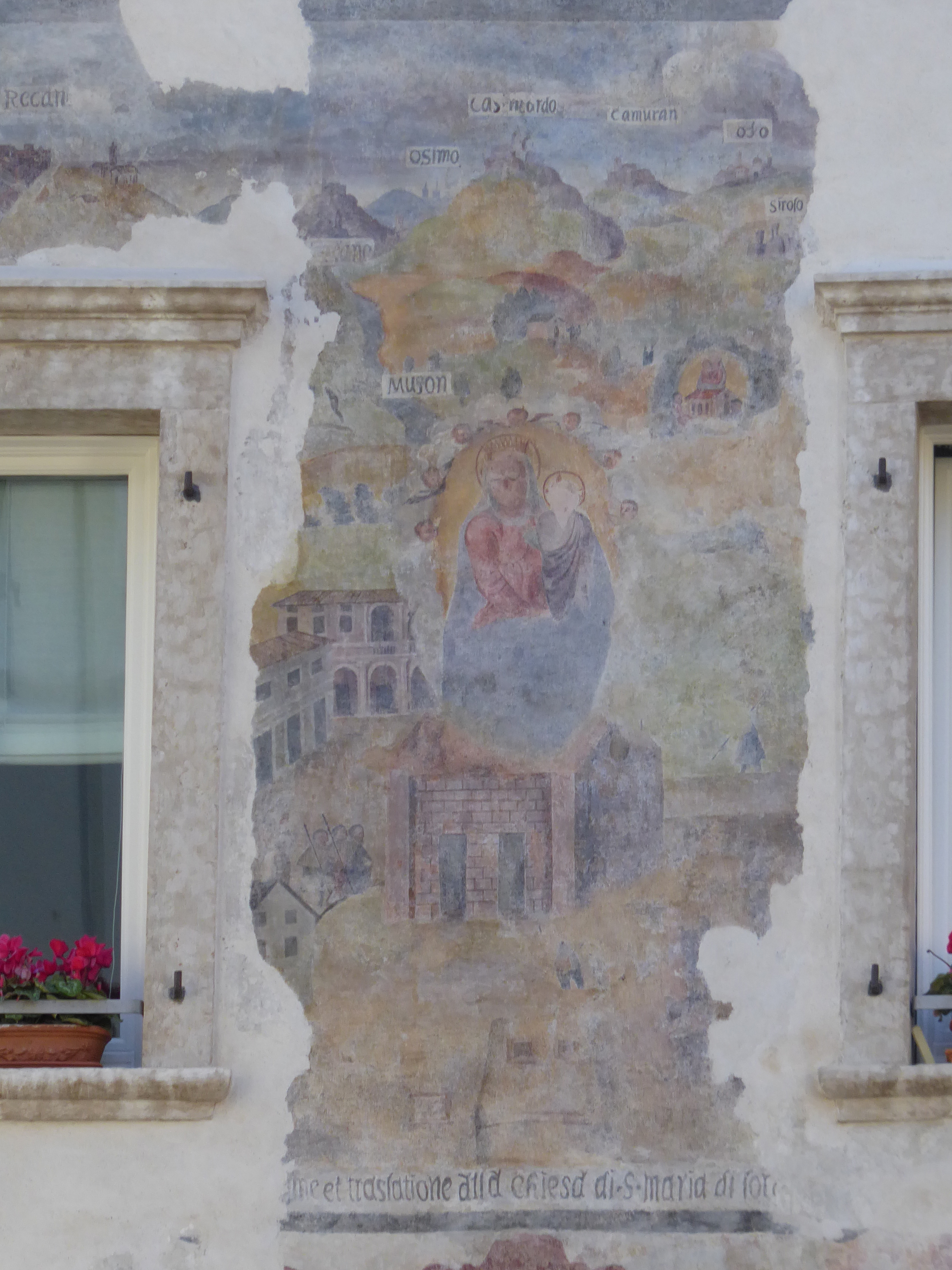
Dettaglio della traslazione della Santa Casa di Loreto

Il palazzo venne probabilmente costruito nel corso del Quattrocento, nella stessa epoca delle case Cazuffi-Rella della vicina piazza Duomo. L'edificio era di proprietà della famiglia Sinistraro sicuramente dalla metà del Cinquecento (come documentato in un estimo di quell'epoca), e passò alla famiglia Bernardelli nel 1641. Al 2020, proprietarie sono le sorelle Lorenza, Cecilia e Paola Niccolini.
Tra il Cinque e il Seicento la facciata del palazzo venne affrescata; queste pitture vennero poi ricoperte con diversi strati di tinta, plausibilmente tra il XVIII e il XIX, ma fortunatamente non vennero martellinate (operazione che serve a facilitare l'adesione di un nuovo strato di intonaco, e che le avrebbe danneggiate gravemente); probabilmente sempre nel XIX secolo vennero ampliate anche le finestre, distruggendo così parte degli affreschi.
I frammenti superstiti sono stati riscoperti nel 2020 durante le operazioni di rinnovo della tinteggiatura che hanno interessato le case sul lato occidentale di piazza Pasi; il costo del loro restauro, molto oneroso rispetto al preventivo originale dei lavori, è stato interamente sostenuto dalle proprietarie dell'edificio, le sorelle Niccolini.

## Descrizione
Gli affreschi, i cui autori sono ignoti, si dispongono in tre fasce: le due superiori cinquecentesce, e quella inferiore seicentesca. Quella più in alto, a livello del terzo piano, è dominata al centro da Gesù che tiene la Croce con la mano sinistra, mentre la destra è alzata a mostrare la stigmata; dal costato del Cristo sgorga un fiotto di sangue che va a riempire un calice poggiato ai suoi piedi. Ai lati di Gesù sono raffigurati un vescovo (a sinistra) e una donna in abiti monacali (a destra), forse identificabili in san Vigilio, patrono di Trento, e sua madre santa Massenzia.
La fascia centrale, a livello del secondo piano, raffigura due santi protettori dalla peste, Rocco (a sinistra) e Sebastiano (a destra), con al centro una peculiare immagine della traslazione della Santa Casa di Loreto: la Madonna di Loreto con il Bambin Gesù in braccio è seduta sul tetto della casa di Nazareth, e dietro ad essa si stende una veduta della Marca Anconitana con il fiume Musone e diversi centri abitati identificati da un cartiglio con il nome (tra cui Recanati, Osimo, Castelfidardo, Camerano e Sirolo). Sotto alla figura di san Rocco è riportata la data del 1574: è plausibile che essa sia riferita all'anno in cui la peste raggiunse Trento, piuttosto che all'anno di completamento dell'affresco, che venne probabilmente realizzato dopo la fine dell'epidemia, intorno al 1576.
L'affresco più in basso, tra il primo e il secondo piano, è più tardo rispetto agli altri, e raffigura lo stemma vescovile di Carlo Gaudenzio Madruzzo, che fu principe vescovo di Trento dal 1600 al 1629.
Questi affreschi, assieme a quelli di palazzo Cazuffi, sono gli unici pervenutici ad avere un tema religioso tra tutti quelli delle case affrescate di Trento; l'opera originale, oltre ad avere un senso di ringraziamento verso la Madonna e i santi per la fine dell'epidemia di peste, va probabilmente inquadrata anche in un contesto di promozione del culto mariano tipico della Controriforma.
Oltre a questi affreschi, tra le due finestre centrali del quarto piano sono dipinti arco e piedritti delle aperture originarie.